# Protoplast

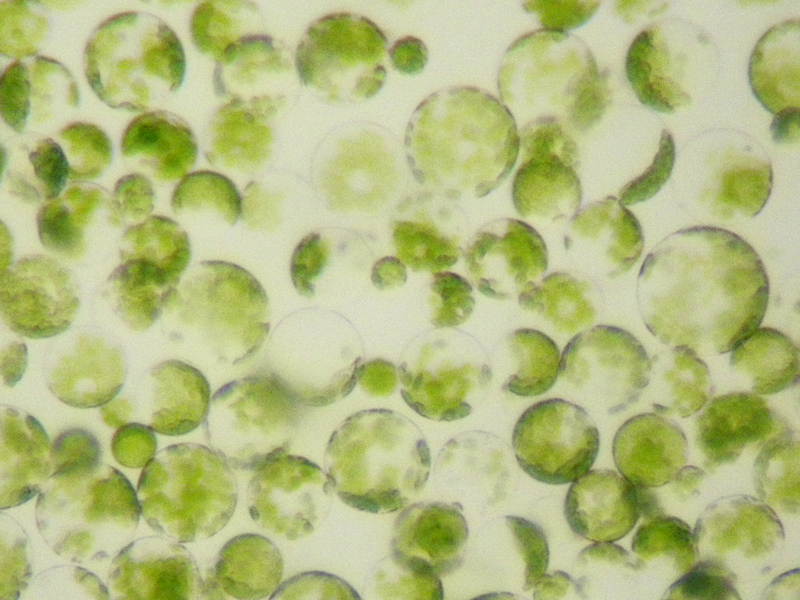
Protoplasten von Blattzellen der Petunie (Petunia sp.)

Protoplast (von altgriechisch πρωτόπλαστος prōtóplastos „zuerst gebildet“) ist ein von Hanstein 1880 geprägter biologischer Begriff. Er bezeichnet die gesamte Zelle mit Ausnahme einer Zellwand. Protoplasten können durch mechanisches, chemisches oder enzymatisches Ablösen der Zellwand von Pflanzen-, Bakterien- oder Pilzzellen entstehen. Der Begriff Protoplast sollte nicht mit der veralteten, uneinheitlich verwendeten Bezeichnung Protoplasma verwechselt werden.

## Herstellung
Protoplasten stellt man her, indem man die Zellwand auflöst, man spricht von Protoplastenisolation. Bei Bakterien wird die Mureinschicht mittels EDTA und Lysozym aufgelöst, bei Pflanzenzellen werden Cellulose und Pektin der Zellwand mittels Cellulasen bzw. Pektinasen aufgelöst. Bei mit anders gearteten Zellwänden ausgestatteten Pilzen kann mit anderen Mitteln entsprechend verfahren werden, zum Beispiel können Chitin-Zellwände mit Chitinase aufgelöst werden. Die Zellmembran bleibt erhalten. Es ist erforderlich, die Protoplasten in einem osmotisch
isotonen Medium zu präparieren und zu halten, da sie anderenfalls in hypotonischem Medium Wasser aufnehmen und platzen können oder ihnen in hypertonischem Medium Wasser entzogen wird und sie dadurch zusammenschrumpfen.
Protoplasten unterscheiden sich von Sphaeroplasten dadurch, dass ihre Zellwand vollständig entfernt wurde. Sphäroplasten behalten Teile ihrer Zellwand.

## Verwendung

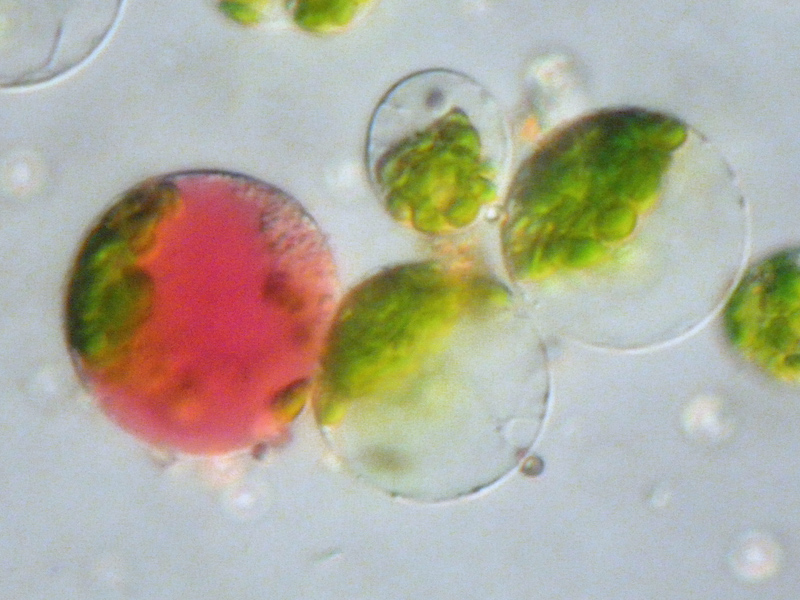
Fusionierter Protoplast (links) mit Chloroplasten aus einer Blattzelle und gefärbter Vakuole aus einer Blütenzelle.

Da Protoplasten keine Zellwände besitzen, können sie leicht DNA aufnehmen. Deshalb sind sie das Ausgangsmaterial für die Herstellung transgener Pflanzen, insbesondere bei denjenigen Pflanzen, bei denen ein Agrobacterium tumefaciens-vermittelter
DNA-Transfer nicht etabliert ist.
Protoplasten können auch miteinander fusioniert werden (Protoplastenfusion). So können zwei Zellen und damit zwei Genome  miteinander verschmolzen werden, auch wenn die Ausgangsorganismen nicht miteinander kreuzbar waren; es entstehen somatische Hybride. Diese Technik wird u. a. in der Pflanzenzüchtung eingesetzt.
Die Protoplasten von Gefäßpflanzen benötigen die Zugabe von Phytohormonen für die Regeneration zu ganzen Pflanzen. Zumeist läuft diese Regeneration über ein Zwischenstadium, dem sogenannten Kallus, ab.
Demgegenüber regenerieren die Protoplasten von Laubmoosen wie z. B. Physcomitrella patens ohne Zugabe von Phytohormonen direkt zum fädigen Protonema. Dabei verhalten sie sich wie eine keimende Moosspore.